# Рена Стефанова
Рена Енчева Стефанова е български юрист и политик от „Продължаваме промяната“. Народен представител в XLVII народно събрание.

## Биография
Рена Стефанова е родена на 1 януари 1966 г. в село Ново село (Русенско), Народна република България. Завършва право в СУ „Св. Климент Охридски“. Работила е като стажант-съдия в Окръжен съд – Русе, прокурор в Районна прокуратура – Русе, а от 1995 г. е адвокат.
На парламентарните избори през ноември 2021 г. като кандидат за народен представител е 2-а в листата на „Продължаваме промяната“ за 19 МИР Русе, откъдето е избрана.